# 조이아데이마르시
조이아데이마르시(이탈리아어: Gioia dei Marsi)는 이탈리아 아브루초주 라퀼라도에 있는 코무네이다.